# فؤاد ديبرا
فؤاد ديبرا (بالألبانية: Fuat Dibra‏) هو سياسي ألباني (وحمل سابقاً جنسية الدولة العثمانية)، ولد في 26 فبراير 1886 في ديبار في مقدونيا الشمالية، وتوفي في 22 فبراير 1944 في تيرانا في ألبانيا. نشط حزبياً في بالي كومبيتار ‏.